# KVK Torhout
KVK Torhout was een Belgische voetbalclub uit Torhout. De club was aangesloten bij de KBVB met stamnummer 110 en had groen en wit als kleuren. De oude club speelde in haar bestaan anderhalf decennium in de nationale reeksen. In 1992 ging de club op in fusieclub Torhout 1992 KM.

## Geschiedenis
De club werd in 1920 opgericht als Football Club Torhoutois en sloot zich als Voetbalclub Thourout aan bij de Belgische Voetbalbond. Men ging er de volgende jaren in de gewestelijke reeksen spelen. Bij de invoering van de stamnummer in 1926 kreeg men stamnummer 110 toegekend. Dat jaar sloot in de stad Torhout nog een andere club zich aan bij de Belgische Voetbalbond, SK Torhout, met stamnummer 822. In 1929 wijzigde Voetbalclub Thourout zijn naam in Football Club Thourout.
FC Thourout speelde op de vroegere "Paardemarkt", waar nu de parking van het stedelijk zwembad is. In 1951 werd de club koninklijk en de naam werd Koninklijke Football Club Torhout (KFC Torhout). Dat jaar verhuisde de club naar het terrein van De Velodroom. Dit stadion was opgericht rond de eeuwwisseling als een wielerpiste. Tijdens de Tweede Wereldoorlog braken de Duitsers deze af, en gebruikten het terrein als opslagplaats. In 1951 werd het een voetbalterrein en de club kwam hier spelen.
KFC Torhout bleef in de provinciale reeksen spelen tot men in 1969 voor het eerst de nationale Vierde Klasse bereikte. Torhout wist er zich de volgende seizoenen vlot te handhaven in de middenmoot. In 1973 werd de clubnaam gewijzigd in Koninklijke Voetbalklub Torhout (KVK Torhout). In 1974 eindigde men op twee na laatste en zo zakte men na vijf jaar nationaal voetbal terug naar Eerste Provinciale.
In Eerste Provinciale werd KVK Torhout in 1975 al meteen kampioen en keerde zo terug naar Vierde Klasse. Torhout speelde er weer een paar seizoenen in de middenmoot, maar door een voorlaatste plaats in 1978 zakte de club na drie seizoenen weer naar Eerste Provinciale. Na twee jaar werd KVK daar weer kampioen en keerde zo in 1980 terug in Vierde Klasse. Het verblijf was er nu echter van korte duur. Torhout werd weer voorlaatste en degradeerde zo in 1981 na slechts een seizoen weer naar Eerste Provinciale.
KVK Torhout bleef in de eerste helft van de jaren 80 iets langer hangen in de provinciale reeksen. Na vier seizoenen promoveerde de club in 1985 uiteindelijk toch weer naar Vierde Klasse. Ditmaal kon men zich daar weer handhaven. In 1987/88 kreeg KVK Torhout er bovendien het gezelschap van stadsgenoot KSK Torhout, dat dat jaar voor het eerst de nationale reeksen bereikte. KVK eindigde dat seizoen als derde, het beste resultaat ooit.
Beide Torhoutse clubs konden zich de volgende seizoenen handhaven in Vierde Klasse, waarbij het jongere KSK telkens iets boven KVK eindigde. In 1992 werd KVK Torhout echter voorlaatste en zou zo na zeven jaar weer degraderen. Stadsgenoot KSK Torhout was een plaats hoger geëindigd, eveneens op een degradatieplaats. Beide clubs besloten samen te gaan werken. De fusieclub werd Torhout 1992 KM, dat verder speelde met stamnummer 822 van KSK Torhout. Stamnummer 110 van KVK Torhout werd definitief geschrapt. De kleuren van de fusieclub werden groen, zwart en wit, al ging het eerste elftal vaak in de groen-witte kleuren van KVK spelen en men ging spelen in het stadion De Velodroom van KVK. De fusieclub speelde verder in Eerste Provinciale en zou halverwege de jaren 90 terugkeren in het nationaal voetbal.

## Resultaten
| Seizoen         | Klasse | Klasse | Klasse | Klasse | Klasse | Klasse | Klasse | Klasse | Reeks              | Punten | Opmerkingen |  |
|                 | I      | II     | III    | IV     | P.I    | P.II   | P.III  | P.IV   |                    |        |             |  |
| --------------- | ------ | ------ | ------ | ------ | ------ | ------ | ------ | ------ | ------------------ | ------ | ----------- |  |
| Als KFC Torhout |        |        |        |        |        |        |        |        |                    |        |             |  |
| 1969/70         |        |        |        | 10     |        |        |        |        | Vierde klasse C    | 28     |             |  |
| 1970/71         |        |        |        | 8      |        |        |        |        | Vierde klasse D    | 29     |             |  |
| 1971/72         |        |        |        | 6      |        |        |        |        | Vierde klasse D    | 30     |             |  |
| 1972/73         |        |        |        | 8      |        |        |        |        | Vierde klasse B    | 31     |             |  |
| Als KVK Torhout |        |        |        |        |        |        |        |        |                    |        |             |  |
| 1973/74         |        |        |        | 14     |        |        |        |        | Vierde klasse C    | 27     |             |  |
| 1974/75         |        |        |        |        | 1      |        |        |        | Eerste prov. W-Vl. | ?      |             |  |
| 1975/76         |        |        |        | 7      |        |        |        |        | Vierde klasse A    | 31     |             |  |
| 1976/77         |        |        |        | 8      |        |        |        |        | Vierde klasse A    | 29     |             |  |
| 1977/78         |        |        |        | 15     |        |        |        |        | Vierde klasse C    | 24     |             |  |
| 1978/79         |        |        |        |        | ?      |        |        |        | Eerste prov. W-Vl. | ?      |             |  |
| 1979/80         |        |        |        |        | 1      |        |        |        | Eerste prov. W-Vl. | ?      |             |  |
| 1980/81         |        |        |        | 15     |        |        |        |        | Vierde klasse A    | 22     |             |  |
| 1981/82         |        |        |        |        | ?      |        |        |        | Eerste prov. W-Vl. | ?      |             |  |
| 1982/83         |        |        |        |        | ?      |        |        |        | Eerste prov. W-Vl. | ?      |             |  |
| 1983/84         |        |        |        |        | ?      |        |        |        | Eerste prov. W-Vl. | ?      |             |  |
| 1984/85         |        |        |        |        | 1      |        |        |        | Eerste prov. W-Vl. | ?      |             |  |
| 1985/86         |        |        |        | 7      |        |        |        |        | Vierde klasse A    | 30     |             |  |
| 1986/87         |        |        |        | 12     |        |        |        |        | Vierde klasse A    | 24     |             |  |
| 1987/88         |        |        |        | 3      |        |        |        |        | Vierde klasse A    | 38     |             |  |
| 1988/89         |        |        |        | 9      |        |        |        |        | Vierde klasse A    | 27     |             |  |
| 1989/90         |        |        |        | 13     |        |        |        |        | Vierde klasse A    | 26     |             |  |
| 1990/91         |        |        |        | 12     |        |        |        |        | Vierde klasse A    | 25     |             |  |
| 1991/92         |        |        |        | 15     |        |        |        |        | Vierde klasse A    | 21     |             |  |

## Bekende spelers
- Robert De Grande
- Gino Devriendt
- Luc Maenhout
- Luc Noë
- Johan Renier
- Paul Sanders (jeugd)
- Jan Simoen
- Dominique Vanmaele (jeugd)